# Nogometni kup Bosne i Hercegovine 2021./22.
Nogometni kup BiH 2021./22. je dvadesetdrugo izdanje Nogometnog kupa Bosne i Hercegovine.
Titulu je branio FK Sarajevo koji je prethodne sezone bio osvajač. Za razliku od prošle sezone u osim u polufinalu i u četvrtfinalu se igraju dvije utakmice. Finale se igrano na neutralnom terenu, stadionu Bilino polje u Zenici. 

## Sudionici
U sezoni 2021./22. u Kupu BiH sudjeluju 32 kluba:
- 12 klubova iz Premijer lige BiH u sezoni 2021./22.
- 12 klubova iz Kup Federacije BiH u sezoni 2021./22.
- 8 klubova iz nogometnog saveza Republike Srpske

## Kalendar natjecanja[2]
| Kolo               | Datumi                                                                                         |
| ------------------ | ---------------------------------------------------------------------------------------------- |
| Šesnaestina finala | 20. rujna 2020. (ždrijeb) 29. rujna 2021.                                                      |
| Osmina finala      | 13. listopada 2021. (ždrijeb) 27. listopada 2021.                                              |
| Četvrtfinale       | 16. veljače 2022. (ždrijeb) 2. ožujka 2022. (prva utakmica), 16. ožujka 2022. (druga utakmica) |
| Polufinale         | 29. ožujka 2022 (ždrijeb) 6. travnja 2022. (prva utakmica), 20. travnja 2022. (druga utakmica) |
| Finale             | 19. svibnja 2022.                                                                              |

## Šesnaestina finala
Utakmice su igrane u tri termina 28. i 29. rujna te 6. listopada 2021.
| Domaćin                        | Gost                              | Rezultat    |
| ------------------------------ | --------------------------------- | ----------- |
| HNK Čapljina (III)             | FK Radnik Bijeljina (I)           | 1:2         |
| FK Klis Buturović Polje (III)  | FK Igman Konjic (II)              | 0:1         |
| FK Krupa (II)                  | NK Zvijezda Gradačac (II)         | 0:2         |
| FK Rudar Han Bila (III)        | FK Željezničar Sarajevo (I)       | 0:6         |
| FK Ljubić Prnjavor (II)        | NK GOŠK Gabela (II)               | 1:0         |
| FK Goražde (II)                | FK Sloboda Tuzla (I)              | 0:2         |
| FK Alfa Modriča (II)           | FK Sarajevo (I)                   | 1:4         |
| NK Svatovac Poljice (III)      | HŠK Zrinjski Mostar (I)           | 1:2         |
| FK Sloboda Novi Grad (II)      | FK Leotar Trebinje (I)            | 1:2         |
| FK Zvijezda 09 Bijeljina (II)  | FK Velež Mostar (I)               | 0:3         |
| NK Gradina Srebrenik (II)      | FK Tuzla City (I)                 | 2:5         |
| NK Travnik (II)                | HŠK Posušje (I)                   | 1:2         |
| NK Stupčanica Olovo (III)      | FK Borac Banja Luka (I)           | 1:3         |
| FK Omarska (II)                | FK Rudar Prijedor (I)             | 1:1 (6:5 p) |
| HNK Sloga Uskoplje (III)       | FK Željezničar ST Banja Luka (II) | 1:0         |
| FK Sloboda Mrkonjić Grad (III) | NK Široki Brijeg (I)              | 0:1         |

## Osmina finala
Utakmice su igrane 27. listopada 2021.
| Domaćin                     | Gost                    | Rezultat    |
| --------------------------- | ----------------------- | ----------- |
| FK Omarska (II)             | FK Igman Konjic (II)    | 0:1         |
| FK Leotar Trebinje (I)      | FK Borac Banja Luka (I) | 1:2         |
| FK Sarajevo (I)             | FK Ljubić Prnjavor (II) | 1:0         |
| FK Željezničar Sarajevo (I) | FK Tuzla City (I)       | 2:4         |
| FK Sloboda Tuzla (I)        | HŠK Zrinjski Mostar (I) | 1:1 (3:2 p) |
| HNK Sloga Uskoplje (III)    | FK Velež Mostar (I)     | 0:6         |
| FK Radnik Bijeljina (I)     | NK Široki Brijeg (I)    | 0:1         |
| NK Zvijezda Gradačac (II)   | HŠK Posušje (I)         | 1:1 (6:5 p) |

## Četvrtfinale
Utakmice su igrane 2. i 16. ožujka 2022.
| Momčad 1                  | Momčad 2                | Prva utakmica | Druga utakmica | Ukupno |
| ------------------------- | ----------------------- | ------------- | -------------- | ------ |
| FK Velež Mostar (I)       | NK Široki Brijeg (I)    | 4:0           | 0:1            | 4:1    |
| FK Sarajevo (I)           | FK Sloboda Tuzla (I)    | 2:0           | 0:0            | 2:0    |
| NK Zvijezda Gradačac (II) | FK Igman Konjic (II)    | 0:1           | 1:3            | 1:4    |
| FK Tuzla City (I)         | FK Borac Banja Luka (I) | 0:1           | 2:1            | 2:2    |

## Polufinale
Utakmice su igrane  6. i 20. travnja 2022.
| Momčad 1            | Momčad 2             | Prva utakmica | Druga utakmica | Ukupno |
| ------------------- | -------------------- | ------------- | -------------- | ------ |
| FK Velež Mostar (I) | FK Tuzla City (I)    | 4:0           | 1:0            | 5:0    |
| FK Sarajevo (I)     | FK Igman Konjic (II) | 2:0           | 2:0            | 4:0    |

## Finale
| 19. svibnja 2022. 19:00                   |             |                                    |                                                                 |
| FK Sarajevo                               | 0:0 (3:4 p) | FK Velež Mostar                    | Stadion Bilino polje Broj gledatelja: 9.000 Sudac: Irfan Peljto |
| Suljić Varešanović Šećerović Oremuš Bodul | izvješće    | Ovčina Haskić Zvonić Pršeš Brandao | Stadion Bilino polje Broj gledatelja: 9.000 Sudac: Irfan Peljto |